# San Rocco (Venedig)
Koordinaten: 45° 26′ 13,1″ N, 12° 19′ 30,9″ O
Die Kirche San Rocco in Venedig gehört zur gleichnamigen Bruderschaft und ist dem heiligen Rochus von Montpellier geweiht. Sie befindet sich schräg gegenüber der Scuola Grande di San Rocco am Campo San Rocco im Stadtviertel San Polo, hinter der Kirche Santa Maria Gloriosa dei Frari.

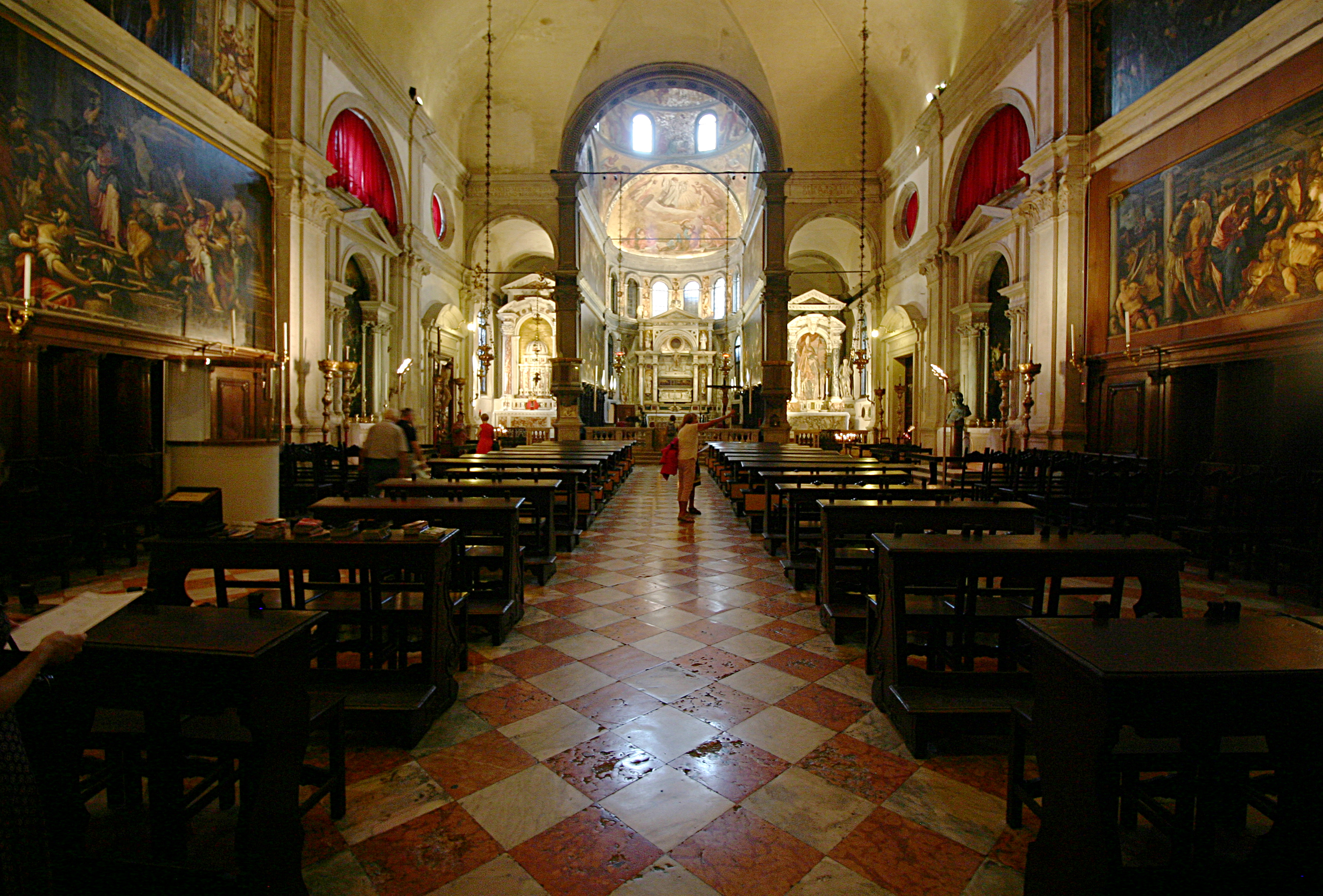
Innenraum mit Blick zum Presbyterium

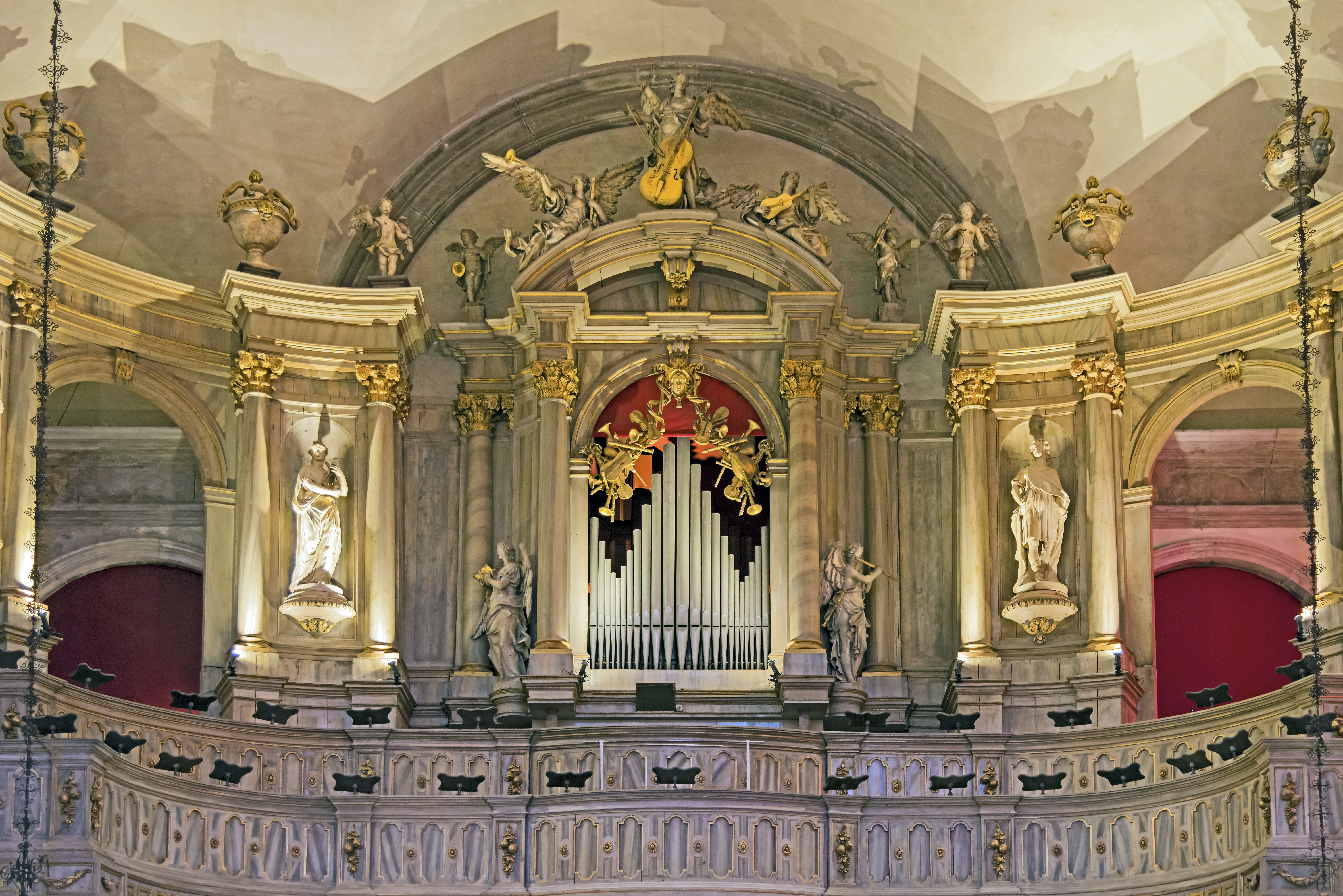
Blick zur Orgel

## Geschichte
Die Rochus-Bruderschaft wurde offiziell am 27. Mai 1478 anerkannt zum Zwecke der Krankenpflege, besonders von Opfern der (Pest-)Epidemien. Sie hatte ihren Sitz zunächst in der Kirche San Zulian und später bei Santa Maria Gloriosa dei Frari.
Am 16. Juli 1478, kurz nach ihrer Gründung, wurde innerhalb des Friedhofs der Frarikirche mit dem Bau einer ersten Rochus-Kapelle begonnen. Diese war noch nicht geweiht, als sie auch schon wieder abgerissen wurde, nachdem 1485 die sterblichen Überreste des hl. Rochus nach Venedig überführt worden waren. Die Bruderschaft übersiedelte vorübergehend zuerst nach San Samuele und dann nach San Silvestro, beschloss jedoch 1489 zu den Frari zurückzukehren und an der Stelle der ehemaligen Kapelle eine neue Kirche zu bauen, nach Entwürfen von Bartolomeo Bon II, dem Proto der Prokuratoren von San Marco. Bereits am 3. März 1490 wurden die Reliquien des Heiligen hierher überführt. Die Kirche war 1494 fertiggestellt und ist auf Jacopo de’ Barbaris Stadtplan von 1500 zu sehen.
Es handelte sich um ein einschiffiges Gebäude mit zwei Seitenkapellen neben dem Presbyterium. Die dreigeteilte Fassade im Stile Mauro Codussis hatte über dem Portal eine große Rosette und wurde von einer Statue des Hl. Rochus bekrönt. Obwohl die benachbarten Frari den Bau eines eigenen Campanile verboten hatten, wurde zwischen 1503 und 1507 ein einfacher kleiner Glockenturm über der Sakristei errichtet.
Die Ausstattung der Kirche, an der Pordenone und ab 1549 insbesondere auch Jacopo Tintoretto beteiligt waren, zog sich noch Jahrzehnte hin.
Da diese erste Renaissance-Kirche zu Beginn des 18. Jahrhunderts in einer schlechten Verfassung war, begann man im Jahr 1725 mit einem Neubau des Kirchenschiffs. Von der alten Kirche ist noch der Chorraum erhalten.
1756 wurde ein Wettbewerb für eine neue Fassade ausgeschrieben, und ein Jahr später begann man zunächst nach einem Modell von Giorgio Fossati mit ihrem Bau. Die Arbeiten wurden jedoch bald gestoppt, wegen zu hoher Baukosten und Zweifel an der Statik des Entwurfs. Die heutige Fassade wurde einige Jahre später, zwischen 1765 und 1771 nach einem Entwurf des Bühnenarchitekten Bernardino Maccaruzzi in spätbarocken Formen errichtet.

## Beschreibung

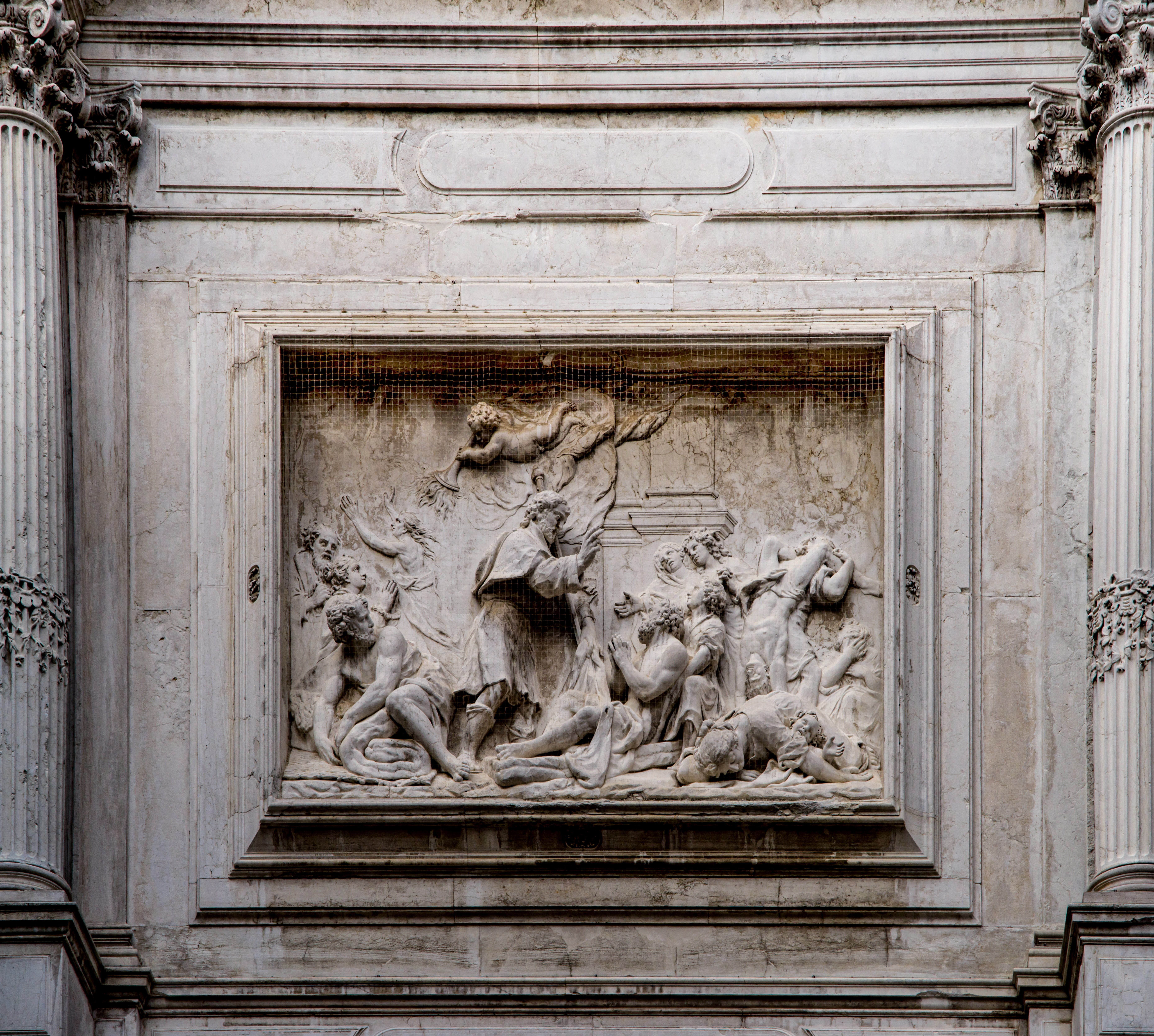
Relief Der hl. Rochus heilt die Pestkranken von Giovanni Maria Morlaiter

### Fassade
Die zweistöckige Fassade wird in der Horizontalen von korinthischen Säulen gegliedert. Sie besitzt reichen und exquisiten Figurenschmuck. Das weiß-marmorne Relief über dem Portal Der hl. Rochus heilt die Pestkranken schuf Giovanni Maria Morlaiter. Die Statuen der ersten Ordnung neben dem Portal stellen die Heiligen Gerardo Sagredo und Pietro Orseolo dar; sie wurden 1766–67 von Giovanni Marchiori geschaffen. Etwa gleichzeitig entstanden die beiden Figuren der Hl. Lorenzo Giustiniani und Gregorio Barbarigo von Antonio Gai (und Söhnen ?) in der zweiten Ordnung zu Seiten des Reliefs. Bekrönt wird die Fassade von einem Rundgiebel mit einer Statue des Hl. Rochus (Mitte) von Giuseppe Bernardi, und zu beiden Seiten Figuren des Hl. Girolamo Emiliani und des seligen Pietro Acotanto von Morlaiter.

### Innenraum

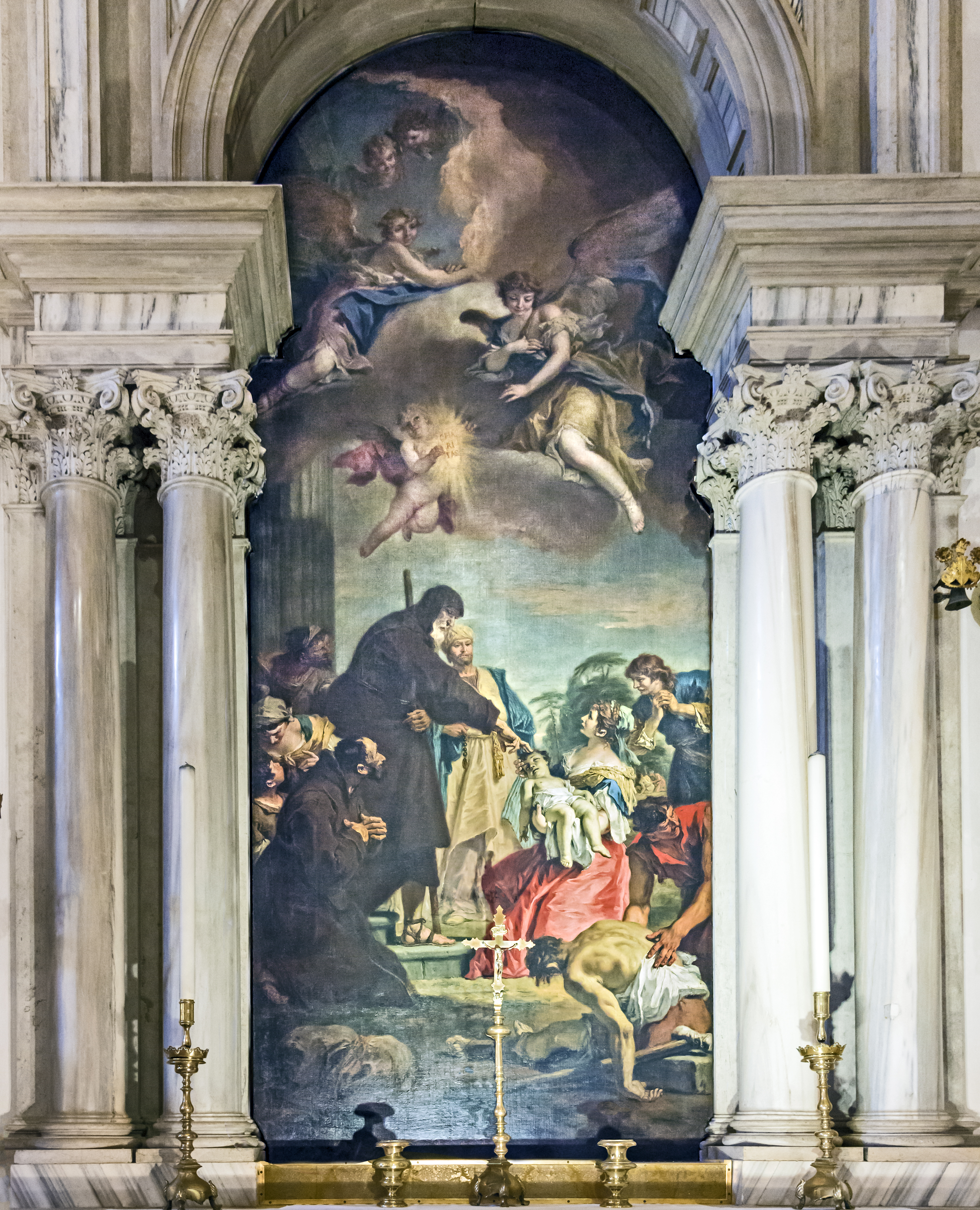
Der hl. Franziskus de Paula erweckt ein totes Kind zum Leben von Sebastiano Ricci (1732–34)

Der einschiffige Innenraum ist architektonisch schlicht und klassisch gestaltet, die Wände durch Lisenen und korinthische Pilaster gegliedert. Gleich neben dem Eingang befinden sich innen zwei frühklassizistisch wirkende Statuen von Giovanni Marchiori: David mit dem Haupt des Goliath und die Hl. Cäcilia (1744).
Die Kirche besitzt eine malerische Dekoration, an der einige der herausragendsten Maler der Lagunenstadt beteiligt waren.
Auf den ersten beiden Altären rechts und links sieht man zwei bedeutende Spätwerke von Sebastiano Ricci: Der hl. Franziskus de Paula erweckt ein totes Kind zum Leben und Die Auffindung des Kreuzes durch die hl. Helena. Sie entstanden 1732 bis 1734, kurz vor dem Tode des Malers.
Die anderen beiden Altäre weiter hinten zeigen Das Wunder des hl. Antonius von Francesco Trevisani (1733) und eine Verkündigung Mariä des Neapolitaners Francesco Solimena (1733).
Die Wände zwischen diesen Altären sind mit breiten rechteckigen Wandgemälden dekoriert. Rechts in der Mitte des Kirchenschiffs hängt Tintorettos Christus heilt einen Gelähmten von 1559, und darüber seine Gefangennahme des hl. Rochus in der Schlacht von Montpellier von 1582–84.
Gegenüber an der linken Wand sieht man oben Pordenones Hl. Martin und Christoforus (1528) und darunter Christus verjagt die Händler aus dem Tempel (1678) von Giovanni Antonio Fumiani.

Vier weitere Gemälde Tintorettos befinden sich im Presbyterium.

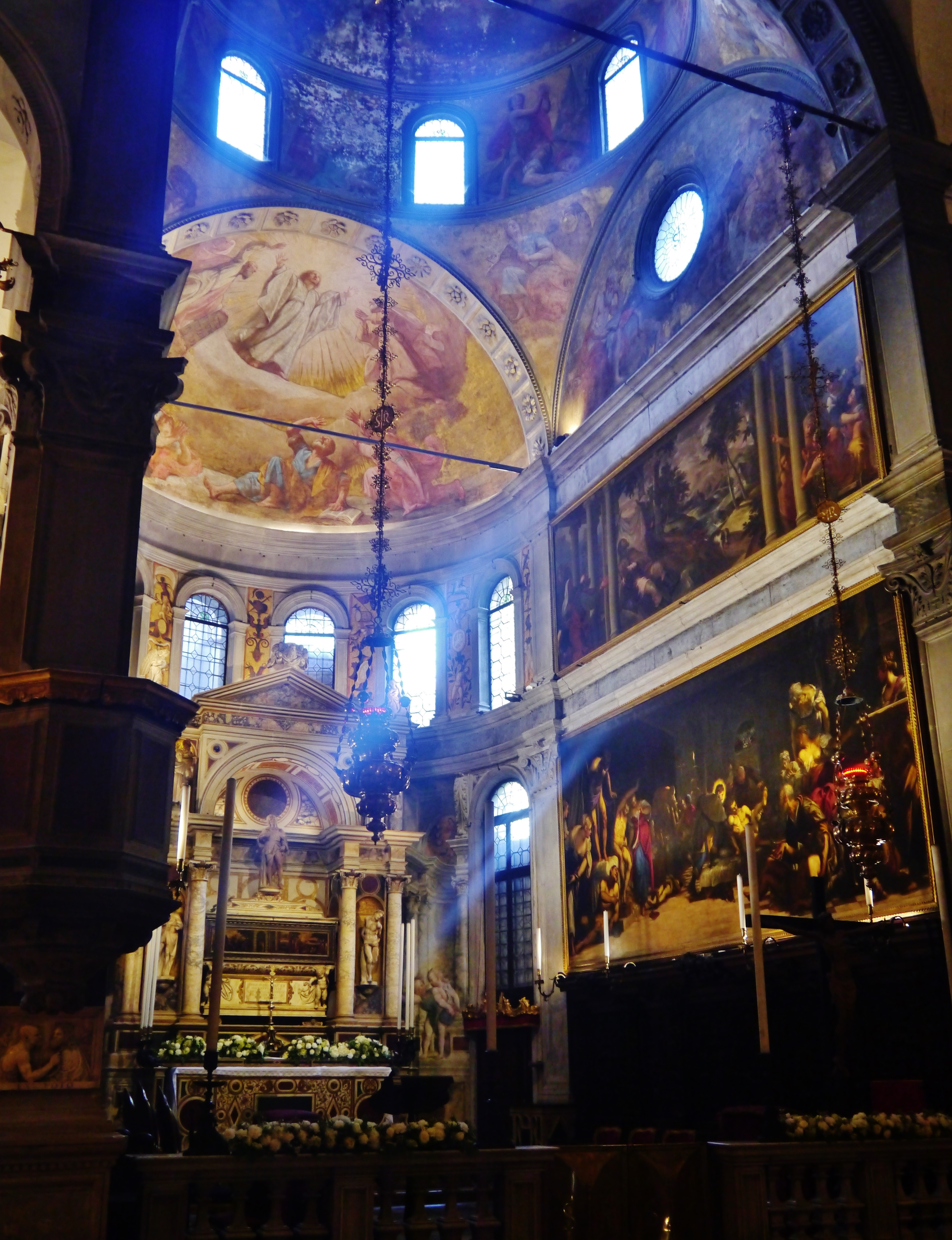
Chor mit Hochaltar

Als erstes entstand 1549 Der hl. Rochus pflegt die Pestkranken (San Rocco risana gli appestati), rechts unten. 1567, nachdem er seine Arbeiten in der Sala dell’Albergo der Scuola beendet hatte, malte er die zwei Bilder an der linken Seite des Presbyteriums: der hl. Rochus im Kerker, getröstet von einem Engel (links unten) und der hl. Rochus heilt die Tiere (links oben). Das Gemälde Der hl. Rochus, an der Pest erkrankt (rechts oben) schuf Tintoretto um 1580 zusammen mit Paolo Fiammingo, der die Landschaft malte.
Im Hochaltar werden die Reliquien des hl. Rochus aufbewahrt.
Die Fresken mit dem Ewigen Vater in der Kuppel und die Transfiguration in der Apsiskalotte wurden bereits 1528 von Pordenone gemalt; sie wurden im 18. Jahrhundert durch Giuseppe Angeli restauriert.
Zwischen 1577 und 1584 bemalte Tintoretto auch die ehemaligen Orgelflügel mit einer Verkündigung und der Darstellung des Hl. Rochus vor dem Papst, die heute neben dem Portal hängen. Sie wurden mehrfach von anderen Künstlern „restauriert“ und übermalt.

## Galerie (Tintoretto)

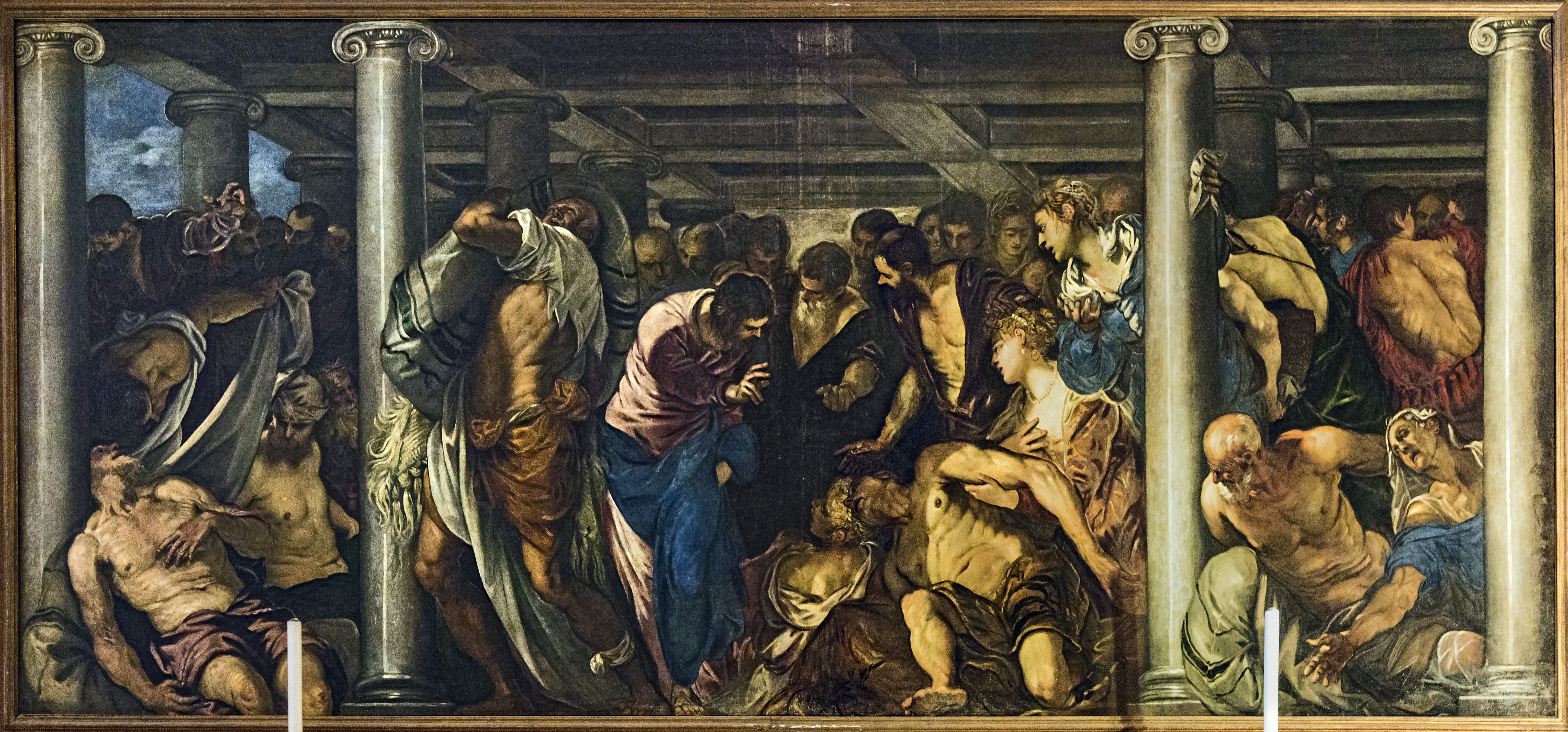
J. Tintoretto: Heilung des Gelähmten, 1559 (rechte Seitenwand)
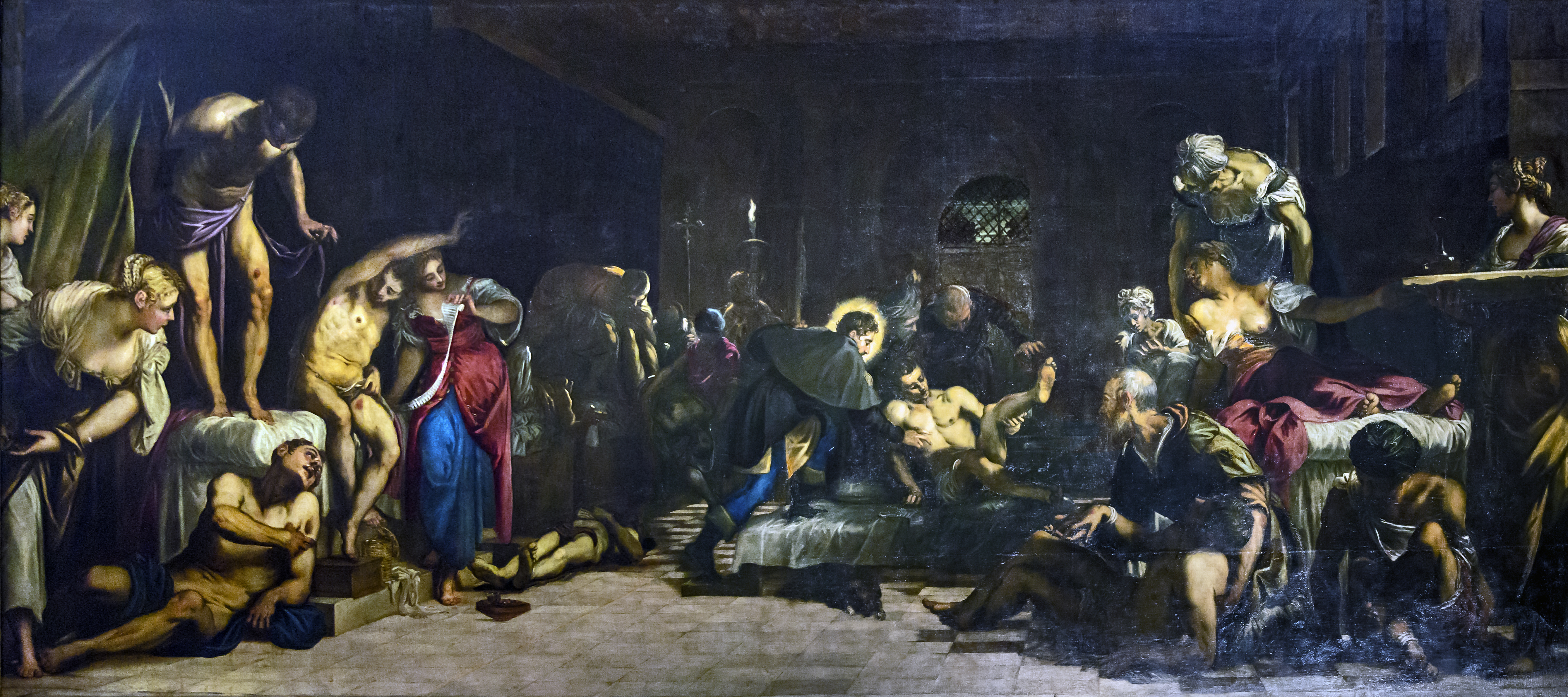
J. Tintoretto: Der hl. Rochus heilt die Kranken, 1549 (Presbyterium)
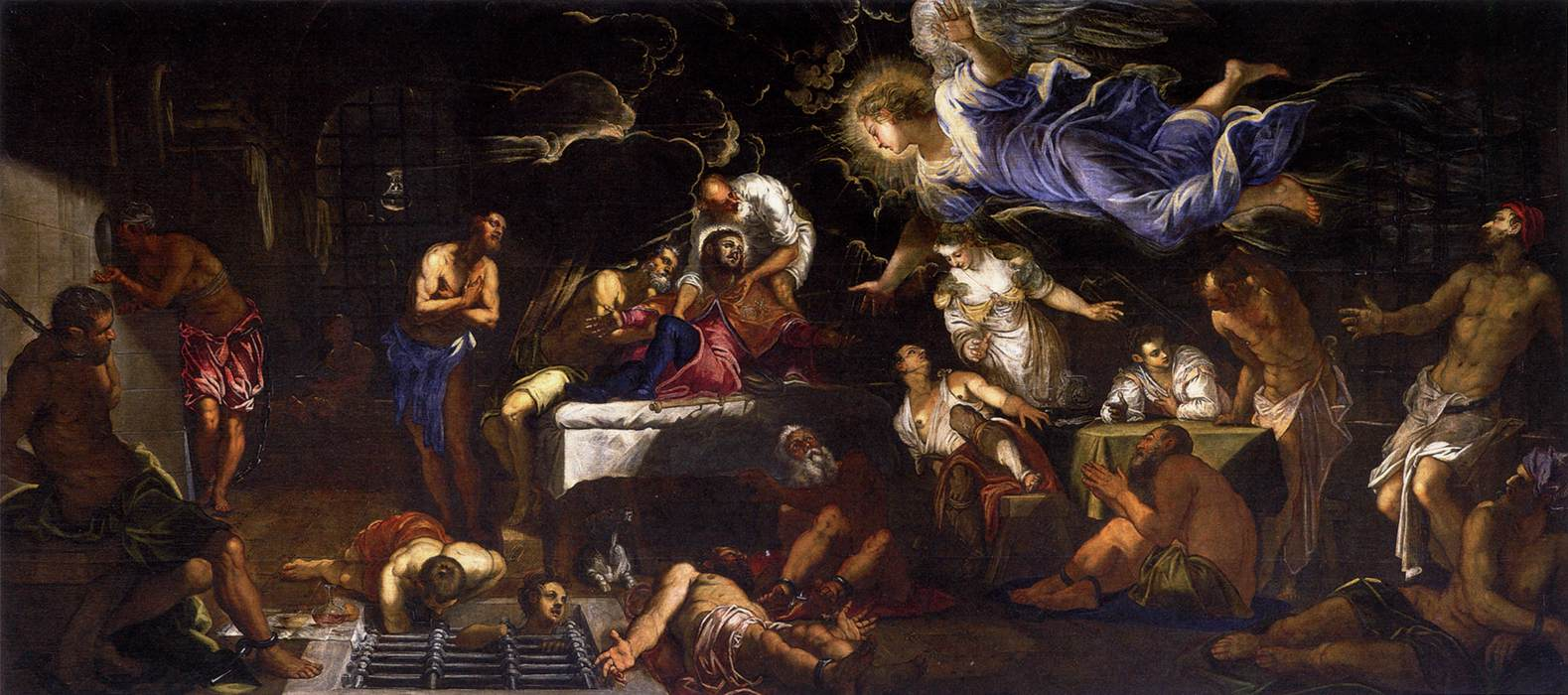
J. Tintoretto: Hl. Rochus im Kerker, 1567 (Presbyterium)

## Orgel
Die Kirche besitzt eine typische italienische Orgel aus dem 18. Jahrhundert, auf der Empore über dem Haupteingang. Sie wurde 1742 von Pietro Nacchini gebaut und 1768 von Gaetano Callido renoviert. Sie besitzt zehn Register und eine mechanische Spieltraktur. Das Manual und das Pedal haben kurze Bassoktaven. Die Disposition lautet:

| I Manual CDEFGA–c3 |       |                             |
| Principale         | 8′    |                             |
| Ottava             | 4′    |                             |
| Quinta decima      | 2′    |                             |
| Decima nona        | 1 ⁄3′ |                             |
| Vigesima seconda   | 1′    |                             |
| Vigesima sesta     | 2⁄3′  |                             |
| Vigesima nona      | 1⁄2′  |                             |
| Voce umana D       | 8′    | (Soloregister, nur Diskant) |
| Flauto in VIII     | 4′    |                             |
| Cornetta D         |       | (Soloregister, nur Diskant) |

| Pedal CDEFGA–g0 |
| angekoppelt     |

## Einzelanmerkungen
1. 1 2 3 4 5 6 7 8  „Chiesa: Edificio e Storia“, auf der Website der „Scuola Grande di San Rocco“ (Internet-Archiv; italienisch; Abruf am 28. März 2020)
2. 1 2 3 4 5 6  „Tintoretto e la Chiesa“, auf der Website der „Scuola Grande di San Rocco“ (Internet-Archiv; italienisch; Abruf am 28. März 2020)
3. 1 2  Thorsten Droste: Venedig (Kunst-Reiseführer), Dumont, Köln 1996, S. 172–173
4. 1 2  Loredana Olivato: Das Zeitalter der Aufklärung – Die Architektur des 18. Jahrhunderts in Venedig, in: Giandomenico Romanelli (Hrsg.): Venedig – Kunst und Architektur, Bd. 2, Könemann, Köln, 1997, S. 692–717, hier: S. 704 und 706
5. ↑  Paola Rossi: Das Zeitalter der Aufklärung – Die venezianische Plastik im 18. Jahrhundert, in: Giandomenico Romanelli (Hrsg.): Venedig – Kunst und Architektur, Bd. 2, Könemann, Köln, 1997, S. 718–739, hier: S. 737
6. ↑  Paola Rossi: Das Zeitalter der Aufklärung – Die venezianische Plastik im 18. Jahrhundert, in: Giandomenico Romanelli (Hrsg.): Venedig – Kunst und Architektur, Bd. 2, Könemann, Köln, 1997, S. 718–739, hier: S. 736f
7. ↑  William Barcham: Das venezianische Rokoko – Tiepolo und das 18. Jahrhundert, in: Giandomenico Romanelli (Hrsg.): Venedig – Kunst und Architektur, Bd. 2, Könemann, Köln, 1997, S. 640–691, hier: S. 662–664
8. ↑  Mason nennt das Bild (in deutscher Übersetzung, offenbar irrtümlich): „Der hl. Rochus, in der Einsamkeit von einem Engel versorgt“. Durch eine Abbildung ist jedoch klar, welches Gemälde gemeint ist. Stefania Mason: Die venezianische Malerei vom späten 16. bis 17. Jahrhundert, in: Giandomenico Romanelli (Hrsg.): Venedig – Kunst und Architektur, Bd. 2, Könmann, Köln, 1997, S. 524–581, hier: S. 530
9. ↑  Informationen in WikiBooks (Seite nicht mehr abrufbar, festgestellt im Januar 2023. Suche in Webarchiven)  Info: Der Link wurde automatisch als defekt markiert. Bitte prüfe den Link gemäß Anleitung und entferne dann diesen Hinweis. (Abruf am 29. März 2020).